# From the Witchwood
From the Witchwood is het vierde muziekalbum van de Britse band Strawbs. In zijn eigen Hounslow Arts Lab (muziekgelegenheid) heeft Dave Cousins de ritmesectie weten af te snoepen van Velvet Opera. Dit was nodig na het vertrek van Claire Deniz en Ron Chesterman en om een wat steviger geluid te krijgen. Het vorige album was nog puur folk; dit album is meer folkrock. Het vreemde geluid van Cousins’ dulcimer is ook hier aanwezig, maar het meest opvallende zijn de soli en begeleidingen van Rick Wakeman. Hij speelt zo te horen op deze plaat meer noten dan de andere musici bij elkaar; toch overheerst hij niet in de begeleiding; hij laat zijn stem door de vele versieringen in de noten naar de achtergrond verdwijnen, terwijl ze wel hoorbaar zijn. Het is dan ook geen wonder dat hij voor Yes werd gevraagd. Het is het laatste album van Wakeman met Strawbs. Wakeman mag zich ook nog even uitleven op de klarinet, een van de instrumenten waar het bij hem mee begon. Ford en Hudson kunnen nu hun bijdragen laten horen; ze hebben vaak een Oosters karakter door de manier van stemmen van de instrumenten.

## Musici
- Dave Cousins – zang, gitaar, dulcimer, banjo, blokfluit
- Tony Hooper – zang, gitaar, tamboerijn
- John Ford – zang, basgitaar
- Rick Wakeman – piano, orgel, celesta, klavecimbel, mellotron en andere toetsinstrumenten;
- Richard "Hud" Hudson – zang, slagwerk, sitar.

## Composities
1. A glimpse of heaven (Cousins)(3:49)
2. Witchwood (Cousins) (Wakeman > klarinet)(3:22)
3. Thirty Days (Ford)(2:52)
4. Flight (Hudson)(4:34)
5. The hangman and the papist (Cousins)(intro door Wakeman)(4:11)
6. Sheep (Cousins)(LP omdraaien)(4:36)
7. Canon Dale (Hudson)(3:46)
8. The shepherd’s song (Cousins)(4:33)
9. In amongst the roses (Cousins)(3:48)
10. I’ll carry on beside you (Cousins)(3:09)
11. Keep the devil outside (Ford)(Bonustrack)(3.02)

Het is een belangrijk album in de ontwikkeling van de Strawbs van folk, via folkrock naar symfonische rock. Het volgend album bevat al veel meer rock. From the Witchwood is de naamgever van het latere platenlabel dat Cousins start voor uitgave van Strawbsmuziek: Witchwood Media. Het album is opgenomen in de Air Studios in Londen. Op track 1 zingt een koor mee: Air Strawb uit Londen.

## Bron
- From the Witchwood op Strawbsweb
- Boekje bij Japanse uitgave zonder de bonustrack.